# Бунари у Владимировцу
Бунари у Владимировцу, месту у општини Алибунар, почели су да се изграђују од 1807. године са настанком места. Због вредности као примера техничке културе који сведоче о урбаном развоју насеља, бунари у Владимировцу представљају споменик културе од великог значаја.
Бунари представљају плански систем водоснабдевања, распоређени на одређеном растојању, најчешће се налазе на раскрсницама улица. Најстарији бунари подигнути су под надзором граничарских инжењера у првој деценији 19. века, а до данас их је очувано осам. Великих су дубина и пресека, са механизмом покретаним коњском снагом, којим је преко два чекрка истовремено извлачена пуна и спуштана празна посуда за захватање воде. Наткривени су сложеном кровном конструкцијом пирамидалног и правоугаоног облика, првобитно покривеном шиндром.
Конзерваторски радови су изведени 1979. године, на два бунара у главној улици.